# Джим Сандлак
Джим Сандлак (англ. Jim Sandlak, нар. 12 грудня 1966, Кіченер) — колишній канадський хокеїст, що грав на позиції крайнього нападника. Грав за збірну команду Канади.
Провів понад 500 матчів у Національній хокейній лізі. 

## Ігрова кар'єра
Хокейну кар'єру розпочав 1982 року виступами за команду «Кіченер Рейнджерс».
1985 року був обраний на драфті НХЛ під 4-м загальним номером командою «Ванкувер Канакс». 
Протягом професійної клубної ігрової кар'єри, що тривала 14 років, захищав кольори команд «Ванкувер Канакс» та «Гартфорд Вейлерс».
Загалом провів 582 матчі в НХЛ, включаючи 33 гри плей-оф Кубка Стенлі.
Виступав за збірну Канади. У складі молодіжної збірної став срібним призером молодіжного чемпіонату світу 1986 року.

## Тренерська кар'єра
Був асистентом головного тренера клубу ОХЛ «Сарнія Стінг» у сезоні 2007/08.

## Статистика
| Сезон        | Клуб                  | Ліга         | Регулярний сезон | Регулярний сезон | Регулярний сезон | Регулярний сезон | Регулярний сезон | Плей-оф | Плей-оф | Плей-оф | Плей-оф | Плей-оф |
| Сезон        | Клуб                  | Ліга         | І                | Г                | П                | О                | ШХ               | І       | Г       | П       | О       | ШХ      |
| ------------ | --------------------- | ------------ | ---------------- | ---------------- | ---------------- | ---------------- | ---------------- | ------- | ------- | ------- | ------- | ------- |
| 1982-83      | «Кіченер Рейнджерс»   | ОХЛ          | 1                | 0                | 0                | 0                | 0                | —       | —       | —       | —       | —       |
| 1983-84      | «Лондон Найтс»        | ОХЛ          | 68               | 23               | 18               | 41               | 143              | 8       | 1       | 11      | 12      | 13      |
| 1984-85      | «Лондон Найтс»        | ОХЛ          | 58               | 40               | 24               | 64               | 128              | 8       | 3       | 2       | 5       | 14      |
| 1985-86      | «Ванкувер Канакс»     | НХЛ          | 23               | 1                | 3                | 4                | 10               | 3       | 0       | 1       | 1       | 0       |
| 1985-86      | «Лондон Найтс»        | ОХЛ          | 16               | 7                | 13               | 20               | 36               | 5       | 2       | 3       | 5       | 24      |
| 1986-87      | «Ванкувер Канакс»     | НХЛ          | 78               | 15               | 21               | 36               | 66               | —       | —       | —       | —       | —       |
| 1987-88      | «Ванкувер Канакс»     | НХЛ          | 49               | 16               | 15               | 31               | 81               | —       | —       | —       | —       | —       |
| 1987-88      | «Фредеріктон Експрес» | АХЛ          | 24               | 10               | 15               | 25               | 47               | —       | —       | —       | —       | —       |
| 1988-89      | «Ванкувер Канакс»     | НХЛ          | 72               | 20               | 20               | 40               | 99               | 6       | 1       | 1       | 2       | 2       |
| 1989-90      | «Ванкувер Канакс»     | НХЛ          | 70               | 15               | 8                | 23               | 104              | —       | —       | —       | —       | —       |
| 1990-91      | «Ванкувер Канакс»     | НХЛ          | 59               | 7                | 6                | 13               | 125              | —       | —       | —       | —       | —       |
| 1991-92      | «Ванкувер Канакс»     | НХЛ          | 66               | 16               | 24               | 40               | 176              | 13      | 4       | 6       | 10      | 22      |
| 1992-93      | «Ванкувер Канакс»     | НХЛ          | 59               | 10               | 18               | 28               | 122              | 6       | 2       | 2       | 4       | 4       |
| 1993-94      | «Гартфорд Вейлерс»    | НХЛ          | 27               | 6                | 2                | 8                | 32               | —       | —       | —       | —       | —       |
| 1994-95      | «Гартфорд Вейлерс»    | НХЛ          | 13               | 0                | 0                | 0                | 0                | —       | —       | —       | —       | —       |
| 1995-96      | «Ванкувер Канакс»     | НХЛ          | 33               | 4                | 2                | 6                | 6                | 5       | 0       | 0       | 0       | 2       |
| 1995-96      | «Сірак'юс Кранч»      | АХЛ          | 12               | 6                | 1                | 7                | 16               | —       | —       | —       | —       | —       |
| 1997-98      | «ЕРК Інгольштадт»     | ДХЛ          | 21               | 6                | 9                | 15               | 85               | —       | —       | —       | —       | —       |
| Усього в НХЛ | Усього в НХЛ          | Усього в НХЛ | 549              | 110              | 119              | 229              | 821              | 33      | 7       | 10      | 17      | 30      |
| Усього в ОХЛ | Усього в ОХЛ          | Усього в ОХЛ | 143              | 70               | 55               | 125              | 307              | 21      | 6       | 16      | 22      | 51      |
| Усього в АХЛ | Усього в АХЛ          | Усього в АХЛ | 36               | 16               | 16               | 32               | 63               | —       | —       | —       | —       | —       |